# Fārsīāt-e Bozorg
Fārsīāt-e Bozorg (persiska: فارسیات بزرگ) är en ort i Iran.   Den ligger i provinsen Khuzestan, i den västra delen av landet, 600 km sydväst om huvudstaden Teheran. Fārsīāt-e Bozorg ligger 13 meter över havet och antalet invånare är 458.
Terrängen runt Fārsīāt-e Bozorg är mycket platt.Runt Fārsīāt-e Bozorg är det ganska tätbefolkat, med 144 invånare per kvadratkilometer. Närmaste större samhälle är Abū Nāgeh, 18,8 km öster om Fārsīāt-e Bozorg. Omgivningarna runt Fārsīāt-e Bozorg är i huvudsak ett öppet busklandskap.